# حصيبة (بني مالك)

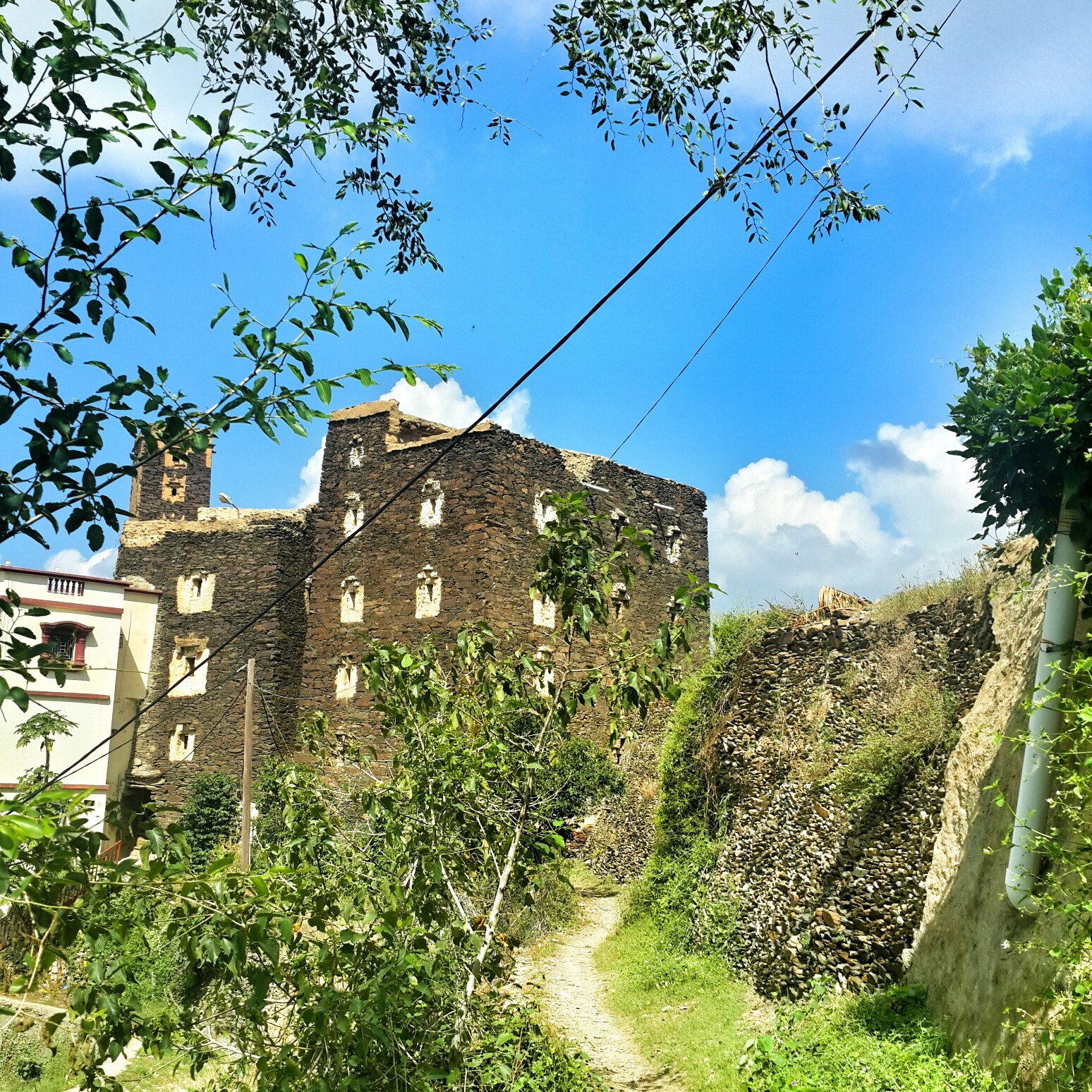
قرية حصيبة الأثرية التابعة لمحافظة الداير بني مالك.

قرية حصيبة هي قرية أثرية تقع في محافظة الداير بني مالك شرقي منطقة جازان الواقعة جنوب غرب السعودية.

## نبذة
تتميز قرية حصيبة بطراز معماري  فريد حيث أنها تشبه إلى حد كبير الحصن في عمارتها، تقع على ارتفاع تسعة طوابق على شكل مربع يحيط بها مجموعة من الأبنية الدائرية والمربعة والمستطيلة. بها العديد من النقوش الأثرية القديمة غير المعروفة وبها العديد من الرسومات لبعض الحيوانات، وجميعها مرسومة  على مادة النورة المستخدمة قديماً في زخرفة المنازل، كما توجد في الجدار المقابل نوافذ صغيرة في كل دور نافذة واحدة ولها درج صغير من الداخل من الأسفل إلى الأعلى. وتخلو القرية من أي نقوش أو كتابات تدل على تاريخها.